# Decreti teodosiani
I decreti teodosiani sono una serie di decreti emessi tra il 391 e 392 dall'imperatore romano Teodosio I per la persecuzione del paganesimo. Rappresentano di fatto l'attualizzazione pratica dell'editto di Tessalonica, promulgato nel 380 (sempre da Teodosio, Graziano, e Valentiniano II),  con cui si dichiarava il cristianesimo religione di Stato dell'Impero romano, senza stabilire però alcuna specifica direttiva in proposito.

## Decreto del 24 febbraio 391:Nemo se hostiis polluat
Il primo decreto, Nemo se hostiis polluat, che fu emesso a Milano il 24 febbraio 391, mise al bando ogni genere di sacrificio pagano, anche in forma privata, sancì il divieto di ingresso nei templi, proibì l'atto di avvicinarsi ai santuari e l'adorazione di statue o manufatti. La pena prevista era di quindici libbre d'oro. Il decreto era indirizzato a Ceionio Rufio Albino, Praefectus urbi di Roma nel 391.
Nemo se hostiis polluat, nemo insontem victimam caedat, nemo delubra adeat, templa perlustret et mortali opere formata simulacra suspiciat, ne divinis atque humanis sanctionibus reus fiat. Iudices quoque haec forma contineat, ut, si quis profano ritui deditus templum uspiam vel in itinere vel in urbe adoraturus intraverit, quindecim pondo auri ipse protinus inferre cogatur nec non officium eius parem summam simili maturitate dissolvat, si non et obstiterit iudici et confestim publica adtestatione rettulerit. Consulares senas, officia eorum simili modo, correctores et praesides quaternas, apparitiones illorum similem normam aequali sorte dissolvant.
Dat. VI Kal. Mart. Mediolano Tatiano et Symmacho Coss»
Nessuno violi la propria purezza con riti sacrificali, nessuno immoli vittime innocenti, nessuno si avvicini ai santuari, entri nei templi e volga lo sguardo alle statue scolpite da mano mortale perché non si renda meritevole di sanzioni divine ed umane. Questo decreto moderi anche i giudici, in modo che, se qualcuno dedito a un rito profano entra nel tempio di qualche località, mentre è in viaggio o nella sua stessa città, con l'intenzione di pregare, venga questi costretto a pagare immediatamente 15 libbre d'oro e tale pena non venga estinta se non si trova innanzi a un giudice e consegna tale somma subito con pubblica attestazione. Vigilino sull'esecuzione di tale norma, con egual esito, i sei governatori consolari, i quattro presidi e i loro subalterni.
Milano, in data VI calende di marzo sotto il consolato di Taziano e Simmaco.»
(Codice Teodosiano, xvi.10.10)

## Decreto dell'11 maggio 391
Emesso a Concordia e indirizzato a Virio Nicomaco Flaviano, prefetto del pretorio di Italia, Illirico e Africa. Stabilisce pene amministrative per i cosiddetti lapsi, "caduti", cioè i pagani battezzati e poi "ricaduti" nel paganesimo.
Ii, qui sanctam fidem prodiderint et sanctum baptisma profanaverint, a consortio omnium segregati sint, a testimoniis alieni, testamenti, ut ante iam sanximus, non habeant factionem, nulli in hereditate succedant, a nemine scribantur heredes.
Quos etiam praecepissemus procul abici ac longius amandari, nisi poenae visum fuisset esse maioris versari inter homines et hominum carere suffragiis.
Sed nec umquam in statum pristinum revertentur, non flagitium morum oblitterabitur paenitentia neque umbra aliqua exquisitae defensionis aut muniminis obducetur, quoniam quidem eos, qui fidem quam deo dicaverant polluerunt et prodentes divinum mysterium in profana migrarunt, tueri ea quae sunt commenticia et concinnata non possunt.
Lapsis etenim et errantibus subvenitur, perditis vero, hoc est sanctum baptisma profanantibus, nullo remedio paenitentiae, quae solet aliis criminibus prodesse succurritur.
Dat. V id. mai. Concordiae Tatiano et Symmacho conss.»
Coloro che hanno tradito la santa fede [cristiana] e hanno profanato il santo battesimo, siano banditi dalla comune società: dalla testimonianza [in tribunale] siano esentati, e come già abbiamo sancito non abbiano parte nei testamenti, non ereditino nulla, da nessuno siano indicati come eredi.
Coloro ai quali era stato comandato di andarsene lontano ed essere esiliati per lungo tempo, se non sono stati visti versare un compenso maggiore tra gli uomini, anche dell'intercessione degli uomini siano privati.
Se casomai nello stato precedente [il paganesimo] ritornano [i neo-convertiti], non sia cancellata la vergogna dei costumi con la penitenza, né sia riservata loro alcuna particolare protezione di difesa o di riparo, poiché certamente coloro i quali contaminarono la fede, con la quale Dio hanno riconosciuto, e orgogliosamente trasformarono i divini misteri in cose profane, non possono conservare le cose che sono immaginarie e a proprio comodo.
Ai lapsi ed anche ai girovaghi, certamente perduti, in quanto profanatori del santo battesimo, non si viene in soccorso con alcun rimedio di penitenza, alla quale si ricorre ed è solita giovare negli altri peccati.
A Concordia, in data V idi di maggio sotto il consolato di Taziano e Simmaco»
(Codice Teodosiano, xvi.7.4)

## Decreto del 16 giugno 391
Il decreto del 16 giugno 391, emanato ad Aquileia, riprende sostanzialmente il decreto del 24 febbraio 391, vietando il culto pagano presso i templi.
Nulli sacrificandi tribuatur potestas, nemo templa circumeat, nemo delubra suspiciat. Interclusos sibi nostrae legis obstaculo profanos aditus recognoscant adeo, ut, si qui vel de diis aliquid contra vetitum sacrisque molietur, nullis exuendum se indulgentiis recognoscat. Iudex quoque si quis tempore administrationis suae fretus privilegio potestatis polluta loca sacrilegus temerator intraverit, quindecim auri pondo, officium vero eius, nisi collatis viribus obviarit, parem summam aerario nostro inferre cogatur.
Dat. XVI Kal. Iul. Aquileiae Tatiano et Symmacho Coss.»
A nessuno sia accordata facoltà di compiere riti sacrificali, nessuno si aggiri attorno ai templi, nessuno volga lo sguardo verso i santuari. Si identifichino, in particolar modo, quegli ingressi profani che rimangono chiusi in ostacolo alla nostra legge così che, se qualcosa incita chicchessia ad infrangere tali divieti riguardanti gli dèi e le cose sacre, riconosca il trasgressore di doversi spogliare di alcuna indulgenza. Anche il giudice, se durante l'esercizio della sua carica ha fatto ingresso come sacrilego trasgressore in quei luoghi corrotti confidando nei privilegi che derivano dalla sua posizione, sia costretto a versare nelle nostre casse una somma pari a 15 libbre d'oro a meno che non abbia ovviato alla sua colpa una volta riunitesi le truppe militari.
Aquileia, in data XVI calende di luglio, sotto il consolato di Taziano e Simmaco.»
(Codice Teodosiano, xvi.10.11)

### Soppressione di templi pagani

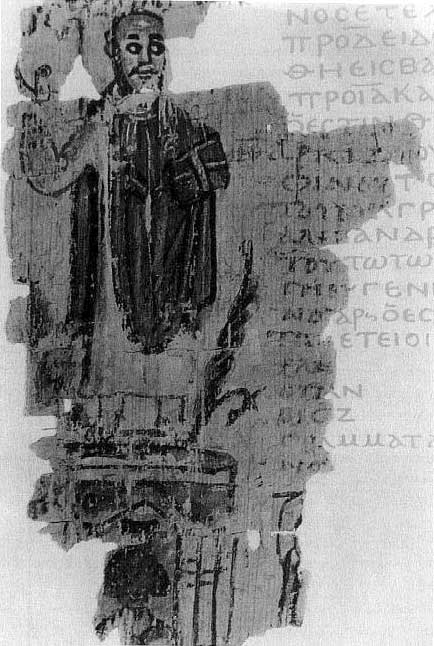
Teofilo, con il vangelo in mano, trionfante sulle rovine del Serapeo nel 391

Ad Alessandria il vescovo Teofilo chiese ed ottenne da Teodosio il permesso di convertire in chiesa il tempio di Dioniso. La decisione imperiale causò la ribellione dei pagani che si scontrarono nelle strade con i cristiani. I pagani si asserragliarono nel Serapeo assediati dalla guarnigione imperiale comandata da un certo Romano. Guidava la rivolta un certo Olimpio, che esortava i pagani a morire piuttosto che rinnegare la fede dei loro padri. I cristiani, una volta entrati nel Serapeo, fecero passare alcuni cadaveri (sembrerebbe anche portati dalle prigioni) come martiri cristiani presi in ostaggio e uccisi dai pagani, ma Eunapio nega che fossero stati presi dei prigionieri cristiani.
Il tempio di Artemide di Efeso, una delle sette meraviglie del mondo, venne colpito. L'arcivescovo Giovanni Crisostomo organizzò una spedizione ad Antiochia per demolire i templi e far uccidere gli idolatri, mentre il vescovo Porfirio di Gaza fece radere al suolo il famoso tempio di Marnas.

## Decreto dell'8 novembre 392:Gentilicia constiterit superstitione
Il quarto decreto, emanato l'8 novembre del 392 a Costantinopoli, proibì esplicitamente i culti pagani privati (quello dei lari, dei geni e dei penati). L'editto prevedeva il reato di lesa maestà per chi effettuava sacrifici, comportante la perdita di diritti civili. Era prevista anche la pena di morte.
Le abitazioni nelle quali si fossero svolti tali riti erano sottoposte a confisca, e ingenti multe erano previste (25-30 libbre d'oro) per i decurioni che non avessero fatto rispettare l'editto.
Nullus omnino ex quolibet genere ordine hominum dignitatum vel in potestate positus vel honore perfunctus, sive potens sorte nascendi seu humilis genere condicione ortuna in nullo penitus loco, in nulla urbe sensu carentibus simulacris vel insontem victimam caedat vel secretiore piaculo Larem igne, mero Genium, Penates odore veneratus accendat lumina, imponat tura, serta suspendat.
Quod si quispiam immolare hostiam sacrificaturus audebit aut spirantia exta consulere, ad exemplum maiestatis reus licita cunctis accusatione delatus excipiat sententiam competentem, etiamsi nihil contra salutem principum aut de salute quaesierit.
Sufficit enim ad criminis molem naturae ipsius leges velle rescindere, illicita perscrutari, occulta recludere, interdicta temptare, finem quaerere salutis alienae, spem alieni interitus polliceri.
Si quis vero mortali opere facta et aevum passura simulacra imposito ture venerabitur ac ridiculo exemplo, metuens subito quae ipse simulaverit, vel redimita vittis arbore vel erecta effossis ara cespitibus, vanas imagines, humiliore licet muneris praemio, tamen plena religionis iniuria honorare temptaverit, is utpote violatae religionis reus ea domo seu possessione multabitur, in qua eum gentilicia constiterit superstitione famulatum.
Namque omnia loca, quae turis constiterit vapore fumasse, si tamen ea in iure fuisse turificantium probabuntur, fisco nostro adsocianda censemus.
Sin vero in templis fanisve publicis aut in aedibus agrisve alienis tale quispiam sacrificandi genus exercere temptaverit, si ignorante domino usurpata constiterit, viginti quinque libras auri multae nomine cogetur inferre, coniventem vero huic sceleri par ac sacrificantem poena retinebit.
Quod quidem ita per iudices ac defensores et curiales singularum urbium volumus custodiri, ut ilico per hos comperta in iudicium deferantur, per illos delata plectantur. si quid autem ii tegendum gratia aut incuria praetermittendum esse crediderint, commotioni iudiciariae, subiacebunt; illi vero moniti si vindictam dissimulatione distulerint, triginta librarum auri dispendio multabuntur, officiis quoque eorum damno parili subiugandis.
Dat. vi id. nov. constantinopoli arcadio a. ii et rufino conss.»
Nessuno, di qualunque genere, ordine, classe o posizione sociale o ruolo onorifico, sia di nascita nobile sia di condizione umile, in alcun luogo per quanto lontano, in nessuna città scolpisca simulacri mancanti di sensazioni o offra (alcuna) vittima innocente (agli dèi) o bruci segretamente un sacrificio ai lari, ai geni, ai penati, accenda fuochi, offra incensi, apponga corone (a questi idoli).
Poiché se si ascolterà che qualcuna avrà immolato una vittima sacrificale o avrà consultato viscere, sia accusato di reato di (lesa) maestà e accolga la sentenza competente, benché non abbia cercato nulla contro il principio della salvezza (Dio) o contro la (sua) salvezza.
È sufficiente infatti per l'accusa di crimine il volere contrastare la stessa legge, perseguire le azioni illecite, manifestare le cose occulte, tentare di fare le cose interdette, cercare la fine della salute altrui, promettere la speranza della morte altrui.
Se qualcuno poi ha venerato opere mortali e simulacri mondani con incenso e, ridicolo esempio, teme anche coloro che essi rappresentano, o ha incoronato alberi con fasce, o eretto altari con zolle scavate alle vane immagini, più umilmente è possibile un castigo di multa: ha tentato una ingiuria alla piena religione (cristiana), è reo di violata religione. Sia multato nelle cose di casa o nel possesso, essendosi reso servo della superstizione pagana.
Tutti i luoghi poi nei quali siano stati offerti sacrifici d'incenso, se il fatto viene comprovato, siano associati al nostro fisco.
Se poi in templi e luoghi di culto pubblici o in edifici rurali qualcuno cerca di sacrificare ai geni, se il padrone di casa non ne è a conoscenza, 25 libbre di oro di multa si propone di infliggere (al sacrificante), è bene poi essere indulgenti verso lui (il padrone) e la pena trattenere.
Poiché poi vogliamo custodire l'integrità di giudici o difensori e ufficiali delle varie città, siano subito denunciati coloro scoperti (negligenti), quelli accusati siano puniti. Se questi infatti sono creduti nascondenti favori o negligenze, saranno sotto giudizio. Coloro poi che assolvono (gli accusati di idolatria) con finzione, saranno multati di 30 libbre di oro, sottostando anche agli obblighi che derivano da un loro simile comportamento dannoso.
Costantinopoli, in data VI idi di novembre, sotto il consolato di Arcadio e Rufino.»
(Codice teodosiano, xvi.10.12)